# Австро-турецкая война (1788—1791)
Австро-турецкая война 1788—1791 годов — война Габсбургской монархии с Османской империей с целью поддержать Российскую империю во время русско-турецкой войны 1787—1791 годов.

## Перед войной
Император Иосиф II был личным другом и ревностным союзником Екатерины II. В 1781 году он заключил союз с Екатериной, который «обязывал его помогать русским всеми силами. Вена чувствовала, что должна действовать быстро, чтобы не раздражать императрицу. В чём на этот раз должен был убедиться Иосиф, так это в том, чтобы Австрия снова не ушла с пустыми руками, как в случае с Крымом в 1783—1784 годах». После того, как в 1787 году Османская империя объявила войну России, он принял решение поддержать союзника, и 9 февраля 1788 года Австрия объявила войну Турции. 

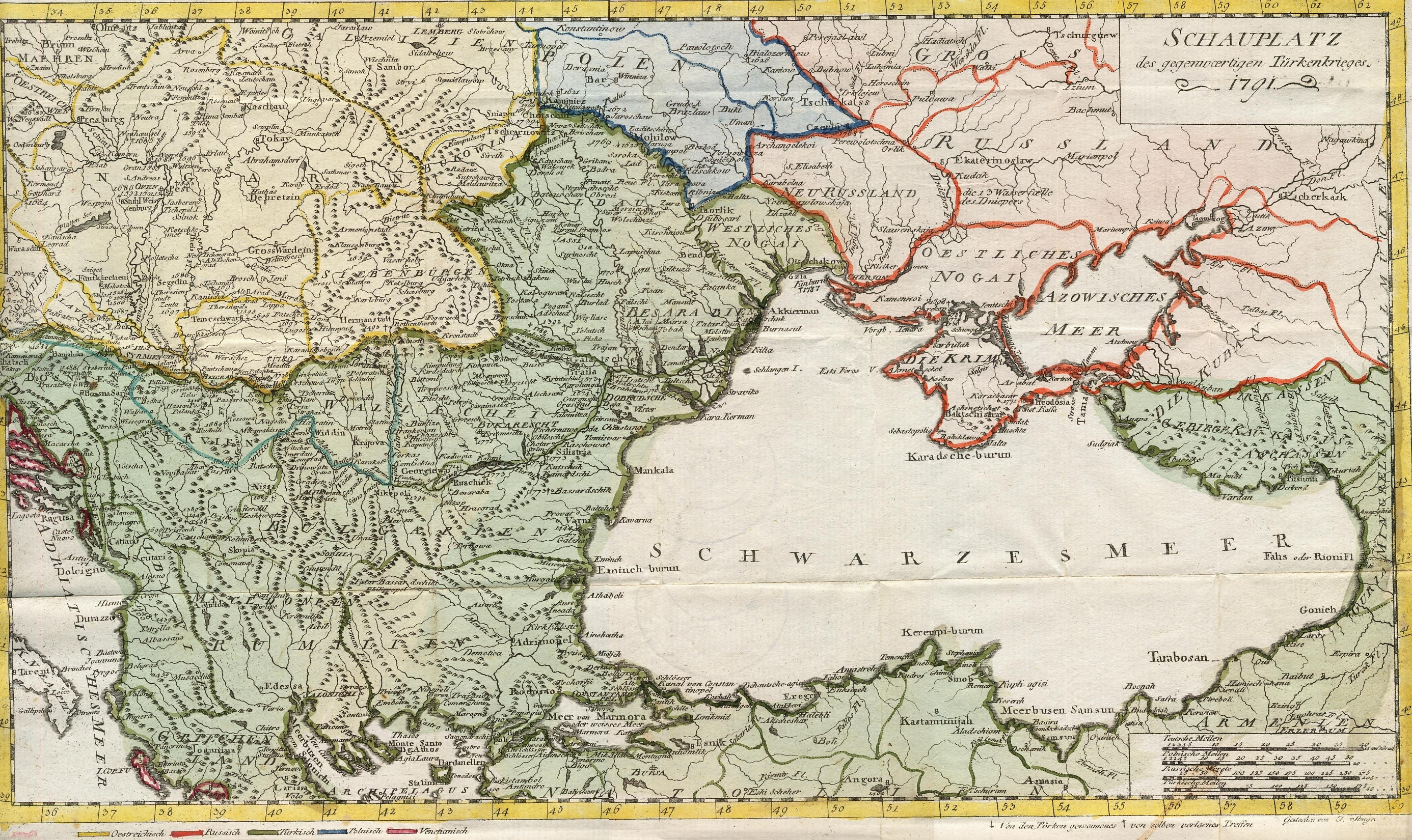
Театр военных действий.

## Кампания 1788 года
Вступление Австрии в войну вначале не оказало практически никакого влияния на основной — Черноморский — театр военных действий. Значительная часть австрийской армии была разбросана по огромной дуге от Днестра до Адриатики для защиты границ империи. Активно действовать против турок должны были лишь войска принца Саксен-Кобурга. Её ближайшей целью было взятие крепости Хотин. В феврале 1788 года Кобург (18 тысяч человек) подошёл к Хотинской крепости и потребовал её сдачи, но получил отказ и не решился на штурм. В конце апреля посланный им пятитысячный отряд полковника Фабри занял Яссы. На главном ТВД австрийцы переправились через Дунай, захватили крепость Шабац и начали осаду Белграда.
Османы, собрав весной армию около 300 тысяч, пользуясь разбросанностью австрийских войск, решили направить главный удар против них. В середине мая верховный визирь Юсуф-паша с 150-тысячной армией двинулся от Адрианополя к Белграду, отделив корпус Ибрагим-паши (30 тысяч) в Валахию. Ибрагим-паша в конце июня вступил в Дунайские княжества и частью сил снова занял Яссы (отряд Фабри поспешно отступил без боя), откуда выслал подкрепления к Хотину, к которому к этому времени подошла армия генерал-фельдмаршала П. А. Румянцева и вместе с корпусом Кобурга приступила к его плотной осаде.
В начале августа визирь Юсуф-паша, сосредоточив свои силы у Видина, перешёл через Дунай и вторгся в Банат. Главная австрийская армия сняла осаду Белграда и поспешно переправилась за Дунай к Земуну. До 50 000 сербских беженцев хлынули через Дунай, создав проблемы для австрийцев. В середине августа Иосиф II отправил в Банат 20 400 солдат. 28 августа турки разбили у Мехадии корпус Вартенслебена. Император Иосиф двинулся с 40 тысячами к нему на помощь. Он соединился с Вартенслебеном, но 3 сентября был атакован Юсуфом при Слатине (совр. Статина-Тимиш, рум. Slatina-Timiș). Одновременно турки наступлением вдоль Дуная поставили под угрозу правый фланг имперских войск. Австрийцы, занимавшие укрепленный лагерь, держались в нем до 20 числа, но, упав духом от непрерывных и яростных нападений неприятеля, от недостатка продовольствия и распространившихся в армии болезней, принуждены были отступить к Темешвару. У Карансебеша это отступление превратилось в бегство. Некоторое количество орудий и обозов были захвачены турками. В результате, Банат и юг Трансильвании были заняты турецкими отрядами. 
После того как 18 сентября перед союзниками капитулировал Хотин, Юсуф-паша, опасаясь действий ему в тыл корпуса Кобурга и армии Румянцева, заключил с австрийцами перемирие и отошёл к Рущуку и Шумле. 
В Банате был создан Сербский освободительный корпус из 5000 солдат, состоящий из беженцев, бежавших от предыдущих конфликтов в Османской империи. Корпус будет бороться за освобождение Сербии и объединение под властью Габсбургов. Сама Австрия в 1788 году страдала от эпидемий, многие солдаты лежали в лазаретах.
В Боснии Лихтенштейн потерпел поражение от турок при Дубице, а два других австрийских корпуса также потерпели неудачу. Иосиф вызвал фельдмаршала Лаудона из отставки и назначил его возглавить корпус в Хорватии. К тому времени, когда Лаудон достиг корпуса 18 августа 1788 года, Де Винс и Брентано захватили турецкий укрепленный лагерь недалеко от Дубицы на реке Уна.
20 августа 1788 года корпус Лаудона отразил атаку травникского паши. 26 августа гарнизон Дубицы сдался австрийцам. С помощью действия фланговой колонны Митровского травникский паша был вынужден оставить свой укрепленный лагерь в Долни-Еловаце. Это позволило Лаудону двинуться против крепости Нови-Град на Уне. Осада Нови-Града началась 10 сентября. Отразив 20 сентября подход турецких подкреплений, на следующий день Лаудон провёл неудачный штурм крепости. Нови-Град был захвачен в результате второго штурма 3 октября. Общие потери австрийцев во время осады составили более 700 человек, турок — 400.

## Кампания 1789 года
В 1789 году австрийцы решили сосредоточить свои усилия в Сербии и Хорватии. Корпус в Хорватии насчитывал 34 500 пехотинцев и 3 000 кавалеристов. 23 июня Лаудон начал операции против крепости Градишка на Саве с участием 15 900 пехотинцев и артиллеристов и 300 кавалеристов. Австрийцы переправились через Саву выше и ниже Градишки и начали строить траншеи, приближающиеся к крепости. Прежде чем город был полностью захвачен, в ночь на 8 июля турецкий гарнизон ускользнул. Турки были изгнаны из части Боснии. Была создана Сербия, оккупированная Габсбургами (1788–1791).
Для взаимодействия с русскими войсками в Молдавии был выделен корпус (18 тысяч человек) под командованием принца Кобурга. Объединённая русско-австрийская армия разбила турок в сражении под Фокшанами и в сражении при Рымнике. Впечатление, произведённые на турок этими победами, вначале позволило Клерфайту 28 августа разбить турок при Мехадии, а затем фельдмаршалу Лаудону в начале октября овладеть после осады Белградом. Лаудон повел армию к Смедерево, которое было захвачено. Затем австрийская армия блокировала Оршову. Другие австрийские войска также добились успеха. Кобург занял Бухарест, князь Гогенлоэ-Кирхберг захватил северную Валахию, Антон Липтай захватил долину Тимока, а Стефан Михальевич взял Ниш.
Завидуя успехам Австрии, Пруссия установила дипломатические контакты с османами, предложив наступательный союз. Встревоженный действиями Пруссии, император Иосиф вывел войска с Балкан и перебросил их в Богемию. В конце года император назначил Лаудона командовать 150-тысячной армией, формирующейся в Богемии для защиты от Пруссии. Иосиф большую часть войны провел на фронте и там заболел. Он умер по возвращении в Вену 28 февраля 1790 года, и ему наследовал его брат Леопольд II.

## Кампания 1790 года
Весной 1790 года армия принца Кобургского овладела турецкой крепостью Оршова, а затем осадила крепость Журжу, однако удачная вылазка турок 10 июня заставила австрийцев снять осаду. 26 июня другой отряд австрийцев всё же разбил турок у Калафата. Однако после этого принц Кобург получил известие, что турки собираются наступать от Журжи к Бухаресту, и написал Суворову письмо с просьбой о помощи.
Леопольд II решил начать с Османской империей сепаратные мирные переговоры, и в итоге 27 июля заключил с турками перемирие. После долгих переговоров в августе 1791 года был заключён Систовский мир. Австрия была вынуждена считаться с угрозой со стороны Пруссии (бывшей союзником Османской империи), события во Франции привлекли внимание к западным границам империи, поэтому приобретения Австрии в результате войны были более чем скромными: она вернула османам Белград и другие захваченные территории в обмен на крепость Оршова и два приграничных городка в северной Боснии. 